# Kingston Technology
Kingston Corporation, là một công ty Hoa Kỳ, thuộc sở hữu tư nhân, là một tập đoàn công nghệ máy tính đa quốc gia chuyên về phát triển, sản xuất, bán hàng và hỗ trợ các sản phẩm bộ nhớ flash và các sản phẩm bộ nhớ liên quan tới máy vi tính khác. Kingston Corporation là nhà sản xuất các bộ nhớ DRAM độc lập lớn nhất thế giới, hiện tại đang sở hữu 46% thị phần DRAM toàn cầu, theo iSuppli. Kingston cũng được cho rằng là nhà cung cấp sản phẩm bộ nhớ flash lớn thứ nhất thế giới. Gartner xếp hạng Kingston là nhà cung cấp số một thế giới về ổ USB, số ba về thẻ nhớ và số hai về ổ cứng thể rắn.    
Năm 2010, Kingston có doanh thu là 6,5 tỷ đô-la Mỹ. Forbes xếp Kingston ở vị trí thứ 48 trong danh sách "500 công ty tư nhân lớn nhất tại Hoa Kỳ" và Inc. xếp Kingston ở vị trí số 6 trong số các công ty tư nhân về doanh thu, và đứng ở vị trí số một trong nhóm các công ty phần cứng máy tính.
Kingston phục vụ khách hàng thông qua một hệ thống mang tính quốc tế bao gồm các nhà phân phối, các đại lý, các nhà bán lẻ và các khách hàng OEM trên khắp sáu lục địa: Bắc Mỹ, Nam Mỹ, Châu Âu, Châu Á, Châu Phi, Châu Đại Dương. Công ty cũng cung cập việc sản xuất theo hợp đồng và dịch vụ quản lý chuỗi cung ứng cho các nhà sản xuất bán dẫn và hệ thống OEMs.
Thông qua việc sở hữu Kingston Corporation. và Advanced Validation Labs Inc. (AVL), Kingston Corporation là một trong những công ty hàng đầu thế giới về sản xuất các sản phẩm bộ nhớ, đóng gói và kiểm tra thiết bị bán dẫn.

## Lịch sử

### 1987 – Khởi nghiệp
Kingston Corporation đã phát triển trong bối cảnh những năm 1980, khi thị trường công nghệ cao đang thiếu hụt nghiêm trọng chip bộ nhớ gắn trên bề mặt trong. Với quyết tâm tìm kiếm một giải pháp cho tình hình này, hai nhà sáng lập John Tu và David Sun đã kết hợp chuyên môn kỹ thuật riêng của mình, thiết kế ra loại Mô-đun nhớ một hàng chân (Single In-Line Memory Module - SIMM) hoàn toàn mới, trong khi vẫn sử dụng các linh kiện chân cắm kiểu cũ hiện có. Sự đồng tâm nhất trí này đã khai sinh ra một công nghệ mới, một tiêu chuẩn công nghiệp mới vào ngày 17 tháng 10 năm 1987, công ty Kingston đã ra đời.

### 1989
Kingston đã tạo được sự khác biệt so với các đối thủ cạnh tranh bằng hệ thống thử nghiệm 100%, mang lại kết quả là sự bảo đảm chất lượng và vị trí dẫn đầu trên thị trường.

### 1990
Kingston ra mắt dòng sản phẩm phi bộ nhớ đầu tiên, đó là các sản phẩm nâng cấp bộ xử lý.

### 1992
Kingston được tạp chí Inc. xếp hạng là công ty tư nhân phát triển nhanh nhất tại Mỹ.

### 1993
Kingston mở rộng sang các dòng sản phẩm mạng và lưu trữ.

### 1994
Kingston giới thiệu các sản phẩm DataTraveler® và DataPak™ tiện lợi cho việc mang đi mọi nơi.
Kingston đạt được thành tích hiếm hoi là được cấp chứng nhận ISO 9000 ngay trong lần đánh giá đầu tiên.
Tạp chí Forbes xếp Kingston ở vị trí 367 trong danh sách "500 Công ty tư nhân lớn nhất tại Mỹ" với danh thu 489 triệu USD.

### 1995
Kingston gia nhập Câu lạc bộ Tỷ Phú Đô la khi doanh thu năm 1995 của công ty vượt 1,3 tỷ USD.
Các quảng cáo xuất hiện trên tờ Wall Street Journal, Orange County Register và LA Times với tiêu đề "Cảm ơn một tỷ lần!" và liệt kê danh sách tất cả các nhân viên của Kingston.

### 1996
Ngày 15 tháng 8, tập đoàn Softbank® của Nhật Bản mua 80% cổ phần của Kingston với tổng giá trị 1,5 tỷ USD.
Kingston và Toshiba cùng tìm kiếm thị trường cho sản phẩm bộ nhớ nâng cấp máy tính Toshiba.
Đây là lần đầu tiên một nhà sản xuất thiết bị gốc (OEM) máy tính và một nhà sản xuất bộ nhớ hợp tác để tạo ra một mô-đun mang thương hiệu chung.
Tháng 12, John Tu và David Sun chi 100 triệu USD để thưởng cho nhân viên sau thương vụ mua bán.

### 1997
Kingston khai trương trụ sở của công ty tại Châu Âu tại Vương Quốc Anh.

### 1998
Kingston được tạp chí Fortune xếp thứ 2 trong danh sách "100 Công ty tốt nhất để làm việc tại Mỹ".

### 1999
Tháng 7, John Tu và David Sun mua lại 80% cổ phần của Kingston từ Softbank với giá 450 triệu USD.

### 2000
Tạp chí Forbes xếp Kingston ở vị trí 141 trong danh sách "500 Công ty tư nhân lớn nhất tại Mỹ".
Kingston được xếp trong danh sách với doanh thu 1,5 tỷ USD trong năm 1999.

### 2001
Kingston được Industry Week tôn vinh là một trong "Top 5 Công ty sản xuất toàn cầu".

### 2002
Tháng 1, Kingston được Fortune xếp trong danh sách "Những công ty tốt nhất để làm việc" năm thứ 5 liên tiếp.
Tháng 7, Kingston cho ra mắt sản phẩm thử nghiệm bộ nhớ bản quyền hiện đại nhất trong ngành.

### 2003
Tháng 4, Kingston nhận được "Giải thưởng Nhà cung cấp đa dạng mang lại Tổng hiệu suất cao nhất" từ Dell.
Tháng 6, Kingston được Viện nghiên cứu Nơi làm việc tốt tôn vinh là công ty "Xuất sắc trong bảo đảm sự công bằng".
Tháng 10, Kingston cho ra mắt "Sáng kiến xanh" trong sản xuất mô-đun.
Forbes xếp Kingston ở vị trí 63 trong danh sách những công ty tốt nhất để làm việc, đánh dấu năm thứ 5 liên tiếp Kingston lọt vào danh sách 100 công ty tốt nhất.

### 2004
iSuppli xếp hạng Kingston là nhà sản xuất mô-đun bộ nhớ số 1 thế giới dành cho thị trường bộ nhớ bên thứ ba.
Tháng 8, Kingston tăng thời gian bảo hành thẻ nhớ Flash lên "trọn đời sản phẩm".
Forbes xếp Kingston ở vị trí 178 trong danh sách các công ty tư nhân hàng đầu.

### 2005
iSuppli xếp hạng Kingston là nhà sản xuất mô-đun bộ nhớ số một thế giới dành cho thị trường bộ nhớ bên thứ ba năm thứ hai liên tiếp.
Forbes xếp Kingston ở vị trí 140 trong danh sách "500 Công ty tư nhân lớn nhất tại Mỹ."
Tháng 7, Kingston được cấp bằng sáng chế của Mỹ cho thiết bị thử nghiệm đốt nóng linh động dành cho bộ nhớ máy chủ.
Tháng 9, Kingston mở nhà máy sản xuất mô-đun bộ nhớ lớn nhất thế giới tại Thượng Hải, Trung Quốc.

### 2006
- Suppli xếp hạng Kingston là nhà sản xuất mô-đun bộ nhớ số 1 thế giới dành cho thị trường bộ nhớ bên thứ ba năm thứ 3 liên tiếp.
- DRAMeXchange xếp hạng Kingston là nhà sản xuất mô-đun DRAM bên thứ ba số 1 thế giới.
- Tháng 3, Kingston giới thiệu ổ lưu trữ USB 100% riêng tư, bảo mật hoàn toàn đầu tiên với công nghệ mã hoá dựa trên phần cứng 128 bit và sau đó cũng trong năm này, công nghệ mã hoá phần cứng 256 bit. Tháng 4, Kingston giới thiệu công nghệ Fully-Buffered Dimm (FBDIMM), phá vỡ giới hạn 16GB.
- Tháng 9, Kingston nhận được Giải thưởng Nhà cung cấp Xuất sắc của Intel cho dịch vụ hỗ trợ vượt trội, chất lượng và giao hàng đúng hẹn các sản phẩm FB-DIMM.
- Forbes xếp Kingston ở vị trí 97 trong danh sách "500 Công ty tư nhân lớn nhất tại Mỹ."

### 2007
- Suppli xếp hạng Kingston là nhà sản xuất mô-đun bộ nhớ số 1 thế giới dành cho thị trường bộ nhớ bên thứ ba năm thứ 4 liên tiếp.
- DRAMeXchange xếp hạng Kingston là nhà sản xuất mô-đun DRAM bên thứ ba số 1 thế giới.
- Forbes xếp Kingston ở vị trí 83 trong danh sách "500 Công ty tư nhân lớn nhất tại Mỹ."
- Inc. xếp hạng Kingston là Công ty tư nhân phát triển nhanh nhất tính theo doanh thu.

### 2008
- Suppli xếp hạng Kingston là nhà sản xuất mô-đun bộ nhớ số 1 thế giới dành cho thị trường bộ nhớ bên thứ ba năm thứ 5 liên tiếp.
- DRAMeXchange xếp hạng Kingston là nhà sản xuất mô-đun DRAM bên thứ ba số 1 thế giới.
- Tháng 8, trong danh sách "Top 100 trong 5000 công ty Inc." của Inc.com, Kingston xếp thứ hai ở cả Tổng giá trị đô la tăng trưởng và Tổng doanh thu.
- Forbes xếp Kingston ở vị trí 79 trong danh sách "500 Công ty tư nhân lớn nhất tại Mỹ."
- Gartner Research xếp hạng Kingston là nhà sản xuất ổ USB số 1 thế giới.

### 2009
- Kingston báo cáo doanh thu đạt 4 tỷ USD trong năm 2008.
- Số lượng thiết bị bộ nhớ bán ra từ năm 2007 tăng 41%.
- Suppli xếp hạng Kingston là nhà sản xuất mô-đun bộ nhớ số 1 thế giới dành cho thị trường bộ nhớ bên thứ ba năm thứ 6 liên tiếp.
- Tháng 8, trong danh sách "Top 100 trong 5000 công ty Inc." của Inc.com, Kingston xếp thứ 5 trong hạng mục Công ty tư nhân lớn nhất tính theo doanh thu.
- Forbes xếp Kingston ở vị trí 97 trong danh sách "500 Công ty tư nhân lớn nhất tại Mỹ," và vị trí thứ nhất trong hạng mục phần cứng máy tính.
- Gartner Research xếp hạng Kingston là nhà sản xuất ổ USB số 1 thế giới.

### 2010
- Kingston báo cáo doanh thu đạt 4,1 tỷ USD trong năm 2009, mức cao thứ 2 trong lịch sử công ty.
- Suppli xếp hạng Kingston là nhà sản xuất mô-đun bộ nhớ số 1 thế giới dành cho thị trường bộ nhớ bên thứ ba với 40,3% thị phần, tăng từ mức 32,8% năm 2008 và 27,5% năm 2007.
- Forbes xếp Kingston ở vị trí 77 trong danh sách "500 Công ty tư nhân lớn nhất tại Mỹ."
- Trong danh sách "Top 100 trong 5000 công ty Inc." của Inc.com, Kingston xếp thứ 6 trong hạng mục Công ty tư nhân lớn nhất tính theo doanh thu.
- Gartner Research xếp hạng Kingston là nhà sản xuất ổ USB số 1 thế giới.

### 2011
- Kingston báo cáo doanh thu đạt 6,5 tỷ USD trong năm 2010, mức cao nhất trong lịch sử công ty.
- Suppli xếp hạng Kingston là nhà sản xuất mô-đun bộ nhớ số 1 thế giới dành cho thị trường bộ nhớ bên thứ ba với 46% thị phần trong năm 2010, tăng từ mức 40%.
- Kingston ra mắt các sản phẩm lưu trữ Wi-Drive Wireless.
- Forbes xếp Kingston ở vị trí 51 trong danh sách các công ty tư nhân lớn nhất tại Mỹ, tăng từ vị trí 77 trước đó.
- Inc. xếp Kingston ở vị trí thứ 4 về doanh thu trong danh sách 100 công ty hàng đầu và vị trí số một trong hạng mục phần cứng máy tính.
- Gartner Research xếp hạng Kingston là nhà sản xuất USB số 1 thế giới.

### 2012
- Kingston kỷ niệm 25 năm tham gia thị trường bộ nhớ.
- iSuppli xếp hạng Kingston là nhà sản xuất mô-đun bộ nhớ số 1 thế giới dành cho thị trường bên thứ ba năm thứ 9 liên tiếp.
- Kingston kỷ niệm 10 năm ra mắt sản phẩm bộ nhớ cao cấp HyperX.
- Kingston ra mắt ổ SSD mang thương hiệu HyperX.Kingston ra mắt ổ USB Windows to Go đầu tiên.
- Forbes xếp Kingston ở vị trí 48 trong danh sách "500 Công ty tư nhân lớn nhất tại Mỹ."
- Gartner Research xếp hạng Kingston là nhà sản xuất USB số 1 thế giới.

### 2013
- Kingston xuất xưởng USB Flash 3.0 nhanh nhất, dung lượng lớn nhất thế giới là DataTraveler HyperX Predator 3.0 với dung lượng lên đến 1TB.
- Kingston ra mắt đầu đọc MobileLite Wireless thuộc dòng sản phẩm lưu trữ cho điện thoại thông minh và máy tính bảng.
- iSuppli xếp hạng Kingston là nhà sản xuất mô-đun bộ nhớ số một thế giới trong thị trường bộ nhớ bên thứ ba trong mười năm liên tiếp.
- Gartner Research xếp hạng Kingston là nhà sản xuất USB Flash số một thế giới trong 6 năm liên tiếp.

## Giải thưởng & Danh hiệu
Đây là các danh hiệu của Kingston từ trước đến nay:
| Năm  | Mô tả |
| 2013 | IHS iSuppli Applied Market Intelligence iSuppli xếp hạng Kingston là nhà sản xuất mô-đun bộ nhớ số 1 thế giới dành cho thị trường bộ nhớ bên thứ ba. Gartner Research xếp hạng Kingston là nhà sản xuất ổ USB Flash số 1 thế giới. |
| 2012 | Tạp chí Forbes Kingston xếp thứ 48 trong danh sách "Top 500 Công ty tư nhân tại Hoa Kỳ của tạp chí Forbes," đánh dấu lần thứ 11 Kingston có mặt trong top 500 và lần thứ 7 liên tiếp lọt vào top 100. IHS iSuppli Applied Market Intelligence iSuppli xếp hạng Kingston là nhà sản xuất mô-đun bộ nhớ số 1 thế giới dành cho thị trường bộ nhớ bên thứ ba. Gartner Research xếp hạng Kingston là nhà sản xuất ổ USB số 1 thế giới. |
| 2011 | "Top 100" của Inc.com Trong danh sách 5000 Companies Inc., Kingston xếp thứ 4 về tổng doanh thu và xếp thứ nhất ở hạng mục phần cứng máy tính. Tạp chí Forbes Kingston xếp thứ 51 trong danh sách "Top 500 Công ty tư nhân tại Hoa Kỳ của tạp chí Forbes," đánh dấu lần thứ 10 Kingston có mặt trong top 500 và lần thứ 6 liên tiếp lọt vào top 100. IHS iSuppli Applied Market Intelligence iSuppli xếp hạng Kingston là nhà sản xuất mô-đun bộ nhớ số 1 thế giới dành cho thị trường bộ nhớ bên thứ ba. Gartner Research xếp hạng Kingston là nhà sản xuất ổ USB số 1 thế giới. |
| 2010 | "Top 100" của Inc.com Trong danh sách 5000 công ty Inc., Kingston xếp thứ 6 về tổng doanh thu và xếp thứ nhất ở hạng mục phần cứng máy tính. Tạp chí Forbes Kingston xếp thứ 77 trong danh sách "Top 500 Công ty tư nhân tại Hoa Kỳ của tạp chí Forbes," đánh dấu lần thứ 9 Kingston có mặt trong top 500 và lần thứ 5 liên tiếp lọt vào top 100. IHS iSuppli Applied Market Intelligence iSuppli xếp hạng Kingston là nhà sản xuất mô-đun bộ nhớ số 1 thế giới dành cho thị trường bộ nhớ bên thứ ba. Gartner Research xếp hạng Kingston là nhà sản xuất ổ USB số 1 thế giới. |
| 2009 | "Top 100" của Inc.com Trong danh sách 5000 công ty Inc., Kingston xếp thứ 5 về tổng doanh thu và xếp thứ nhất ở hạng mục phần cứng máy tính Tạp chí Forbes Kingston xếp thứ 97 trong danh sách "Top 500 Công ty tư nhân tại Hoa Kỳ của Tạp chí Forbes," đánh dấu lần thứ 8 Kingston có mặt trong top 500 và lần thứ 4 liên tiếp lọt vào top 100. Publicease – Giải thưởng Tech Evolution Giải thưởng Tech Evolution công nhận Kingston nằm trong số các công ty ưu tú luôn mang đến những công nghệ nổi bật làm thay đổi diện mạo ngành công nghệ IHS iSuppli Applied Market Intelligence iSuppli xếp hạng Kingston là nhà sản xuất mô-đun bộ nhớ số 1 thế giới dành cho thị trường bộ nhớ bên thứ ba Inc.com Gartner Research xếp hạng Kingston là nhà sản xuất ổ USB số 1 thế giới.              |
| 2008 | Tạp chí Inc. Trong danh sách "Top 100 trong 5000 công ty Inc." của Inc.com, Kingston xếp thứ 2 về tổng giá trị đô-la tăng trưởng và tổng doanh thu Forbes xếp Kingston ở vị trí 79 trong danh sách "500 Công ty tư nhân lớn nhất Hoa Kỳ" DRAMeXchange Được vinh danh là hãng sản xuất mô-đun bộ nhớ DRAM số 1 toàn thế giới năm 2008 IHS iSuppli Applied Market Intelligence iSuppli xếp hạng Kingston là nhà sản xuất mô-đun bộ nhớ số 1 thế giới dành cho thị trường bộ nhớ bên thứ ba Gartner Research xếp hạng Kingston là nhà sản xuất ổ USB số 1 thế giới. |
| 2007 | GTDC Summit Kingston nhận được Giải thưởng "Ngôi sao Triển vọng" của ngành phân phối, đây là giải thưởng tôn vinh các nhà sản xuất và nhà phân phối phát triển nhanh nhất của ngành phân phối CNTT. Tạp chí Times, Vương quốc Anh Kingston Corporation đoạt giải Leadership Challenge của tạp chí Times, 2007, Vương quốc Anh. Tạp chí Inc. Inc. xếp hạng Kingston ở vị trí số một trong số các công ty tư nhân phát triển nhanh nhất tính theo doanh thu. Forbes xếp Kingston ở vị trí 83 trong danh sách "500 công ty tư nhân lớn nhất Hoa Kỳ" DRAMeXchange Được vinh danh là hãng sản xuất mô-đun bộ nhớ DRAM số 1 toàn thế giới năm 2007. IHS iSuppli Applied Market Intelligence iSuppli xếp hạng Kingston là nhà sản xuất mô-đun bộ nhớ số 1 thế giới dành cho thị trường bộ nhớ bên thứ ba. |
| 2006 | Intel Kingston nhận được Giải thưởng Nhà cung cấp Xuất sắc của Intel cho dịch vụ hỗ trợ vượt trội, chất lượng và giao hàng đúng hẹn các sản phẩm FB-DIMM. Orange County Business Journal John Tu và David Sun nhận giải thưởng Doanh nhân của năm. Kingston dẫn đầu các Doanh nghiệp thuộc sở hữu của người thiểu số tại Quận Cam với mức tăng trưởng doanh thu đạt được trong năm 2005. Forbes xếp Kingston ở vị trí 97 trong danh sách "500 công ty tư nhân lớn nhất Hoa Kỳ" DRAMeXchange Được vinh danh là hãng sản xuất mô-đun bộ nhớ DRAM số 1 toàn thế giới năm 2006. IHS iSuppli Applied Market Intelligence iSuppli xếp hạng Kingston là nhà sản xuất mô-đun bộ nhớ số 1 thế giới dành cho thị trường bộ nhớ bên thứ ba.                                                                   |
| 2005 | Forbes xếp Kingston ở vị trí thứ 140 trong danh sách "500 Công ty tư nhân lớn nhất Hoa Kỳ" của mình IHS iSuppli Applied Market Intelligence iSuppli xếp hạng Kingston là nhà sản xuất mô-đun bộ nhớ số 1 thế giới dành cho thị trường bộ nhớ bên thứ ba. |
| 2004 | AMD AMD công nhận Kingston là Đối tác đóng góp nổi bật cho việc ra mắt các sản phẩm Athlon 64 và Opteron. Computer Trade Shopper Nhà sản xuất bộ nhớ của năm, Vương quốc Anh Financial Times Được đánh giá là Nơi làm việc tốt nhất, Vương quốc Anh. Forbes xếp Kingston ở vị trí thứ 178 trong danh sách "500 Công ty tư nhân lớn nhất Hoa Kỳ" của mình IHS iSuppli Applied Market Intelligence iSuppli xếp hạng Kingston là nhà sản xuất mô-đun bộ nhớ số 1 thế giới dành cho thị trường bộ nhớ bên thứ ba. |
| 2003 | Computer Trade Shopper Nhà sản xuất bộ nhớ của năm, Vương quốc Anh. Giải thưởng nhà cung cấp của Dell Kingston nhận được Giải thưởng &quot;Nhà cung cấp đa dạng mang lại hiệu suất tổng thể cao nhất&quot; hỗ trợ hoạt động kinh doanh về mảng bộ nhớ của Dell. Financial Times Được đánh giá là nơi làm việc tốt nhất, Vương quốc Anh. |
| 2002 | Computer Trade Shopper Nhà sản xuất bộ nhớ của năm, Vương quốc Anh. Tạp chí Fortune Kingston xếp thứ 63 trong danh sách "100 Công ty tốt nhất để làm việc ở Hoa Kỳ", đánh dấu năm thứ 5 liên tiếp xếp trong top 100. |
| 2001 | BusinessWeek Kingston xếp thứ 8 trong danh sách Top Công ty công nghệ thông tin tư nhân của BusinessWeek. Kingston được Industry Week tôn vinh là một trong "Top 5 Công ty sản xuất toàn cầu". |
| 2000 | Bộ trưởng Lao động Hoa Kỳ đến thăm Kingston Hoa Kỳ. Bộ trưởng Lao động Elaine Chao đến thăm trụ sở Kingston để trao đổi về bí quyết trở thành một công ty công nghệ thành công tại Hoa Kỳ Tạp chí Forbes xếp Kingston ở vị trí 141 trong danh sách "500 công ty tư nhân lớn nhất Hoa Kỳ" |
| 1999 | AEA Kingston nhận được giải thưởng Công ty sử dụng lao động tốt nhất, Ngành công nghệ cao |